# Diecezja San Carlos de Venezuela
Diecezja San Carlos de Venezuela (łac. Dioecesis Sancti Caroli in Venetiola) – diecezja Kościoła rzymskokatolickiego w Wenezueli. Należy do archidiecezji Valencia en Venezuela. Została erygowana 16 maja 1972 roku przez papieża Pawła VI  mocą konstytucji apostolskiej In vertice.

## Ordynariusze
- Medardo Luis Luzardo Romero (1972–1979)
- Antonio Durán Arellano (1980–2002)
- Jesús Tomás Zárraga Colmenares (2002–2014)
- Polito Rodríguez Méndez (2016–2024)
- Alexander Rivera Vielma (nominat)